# 玛丽克·费福尔特
玛丽克·费福尔特（荷蘭語：Marieke Vervoort，1979年5月10日—2019年10月22日）生于迪斯特，是一名比利时前残奥运动员，主攻轮椅竞速。她在2016年因公布自己接受安乐死的计划而受到国际媒体关注。

## 运动生涯
费福尔特在运动生涯初期曾接触过轮椅篮球，之后她练习了游泳并参加了铁人三项比赛。她曾在2006年和2007年获得过残疾人铁人三项的世界冠军，并于2007年参加了在夏威夷举行的铁人三项世界锦标赛。后来，费福尔特的身体状况逐渐恶化，她也因此放弃铁人三项，转而接触陆地风帆车，之后又开始练习轮椅竞速。
2012年9月，费福尔特在英国伦敦参加了个人运动生涯的第一次残疾人奥林匹克运动会，期间她获得了女子100米T52级的金牌和女子200米T52级的银牌。
2013年，她在T52级轮椅竞速的数个项目上打破纪录。其中200米项目上她以33秒65打破欧洲纪录，400米项目上她以1分4秒87打破世界纪录，800米项目则以2分6秒76打破世界纪录。
同年，费福尔特出战法国里昂进行的世界田径锦标赛，在800米T52级比赛期间，她与加拿大选手米歇尔·史迪威意外相撞，这一事故导致她肩部受伤。在经历了约十个月的康复治疗后，她于2014年5月回归赛场，并在瑞士诺特维尔举行的残疾人田径大奖赛上获得200米、1500米和5000米项目的冠军，其中后两项更是打破世界纪录。
2015年，她在卡塔尔多哈举行的世界田径锦标赛中获得T52级女子100米、200米和400米金牌，这是她首次获得世锦赛冠军，她在200米项目上的成绩是35秒91，这一成绩比她在两年前刷新的欧洲纪录慢上约两秒。
2016年9月，她参加了在巴西里约热内卢进行的夏季残奥会。期间她获得了T51/52级女子400米亚军以及T51/52级女子100米季军，里约残奥会结束后，她正式退役。

## 个人生活
费福尔特被查出患有一种无法治愈的肌肉及脊柱退化疾病，以及交感反射性神经营养不良（reflex sympathetic dystrophy），一系列的疾病导致她双腿瘫痪、身体疼痛，并时常失眠。尽管她在体育生涯上获得一些成功，她仍然准备接受安乐死，并在2016年里约残奥会前将自己的这一计划公之于众，据报道，费福尔特早在2008年时便已经签署安乐死协议书。在她公布自己的计划后，一度有报道声称她将在里约残奥会结束后不久便接受安乐死，但她否认了这一说法，并表示：“你仍然要日复一日地生活并享受每时每刻，但当那一天到来时—当糟糕的日子多过美好的日子的时候—我手上有安乐死协议书。不过现在并不是时候。”费福尔特还在2014年被查出患有癫痫，这之后，她开始依靠一只助理犬来帮忙照料她的生活，助理犬会在她癫痫发作的一小时前提醒她。另外，随着年龄的增长，她的视力也有了明显的退化。
2019年10月22日，她在自己的家乡迪斯特接受了安乐死，结束了自己的生命。

## 著作
费福尔特生前曾出版过两部书籍，分别为2012年出版的《维莱米。为生命而运动》（Wielemie. Sporten voor het leven）和2017年出版的《奖牌的另外一面》（De andere kant van de medaille），两本书均叙述了她自身的肌肉退化疾病及其对自己生活带来的影响。